# کسی به سرهنگ نامه نمی‌نویسد
کسی به سرهنگ نامه نمی‌نویسد (به اسپانیایی: El coronel no tiene quien le escriba) عنوان کتابی از گابریل گارسیا مارکز است. او این کتاب را در ۱۹۵۷ در پاریس نوشت و در حالی که به لحاظ مالی در شرایط بدی قرار داشت. این اثر در ۱۹۶۱ میلادی منتشر شد. این رمان کوتاه داستان انتظار افراد برای ایجاد تغییری نومیدانه در زندگی آن‌هاست.
داستان روایت روزگار سرهنگ پیری است که سال‌ها در انتظار رسیدن نامه‌ای از طرف دولت به سر می‌برد تا برای شرکت و خدمات‌اش در یک جنگ داخلی بسیار قدیمی مبلغی به عنوان مقرری برای او در نظر گرفته شود. سرهنگ در حالی که در شرایط بسیار وخیم مالی قرار دارد (مانند شرایط مارکز در حین نوشتن اثر) تصمیم دارد تا با مقرری مورد انتظار علاوه بر ترتیب دادن یک زندگی آبرومندانه برای خودش و همسرش، خروس جنگی پسرش که چند ماه پیش حین توزیع مخفیانه اعلامیه‌های ضد دولتی کشته شد را نیز پرورش دهد. انتظار او برای دریافت نامه مزبور ادامه می‌یابد و آن نامه هرگز به دست او نمی‌رسد. او که به پیروزی خروس جنگی به چشم نوعی انتقام مرگ پسرش نگاه می‌کند در شرایط سختی قرار می‌گیرد که وادار به انتخاب راهی میان زندگی سخت و حفظ و پرورش خروس برای انتقام یا فروش خروس برای ادامه زندگی می‌شود.
مارکز شخصیت سرهنگ این رمان را از سرگذشت پدربزرگ‌اش که از سرهنگ‌های درگیر در جنگ‌های داخلی کلمبیا بود الگو برداری کرده‌است.

## به فارسی
جهانبخش نورایی ترجمه‌ای از این رمان به فارسی دارد.